# 董成 (十六国)
董成（?—?），又作董咸，十六国时期休屠胡（屠各胡）首领，贰县人。
东晋孝武帝太元十二年（387年）正月，董成和卢水胡首领彭沛谷、休屠胡首领张龙世、新平羌首领雷恶地等起兵，归附前秦大司马、鲁王苻纂，拥众十余万。九月，苻纂的弟弟苻师奴被后秦在泥源（今甘肃省宁县东南）击败，董成于是归降后秦姚苌。 